# Sci alpino ai VI Giochi olimpici invernali - Slalom speciale femminile
La competizione dello slalom speciale femminile di sci alpino ai VI Giochi olimpici invernali si è svolta il giorno 20 febbraio 1952 a Rødkleiva presso Oslo.

## Classifica
| Pos.    | Atleta                   | Nazione       | 1ª Manche     | 2ª Manche     | Totale |
| ------- | ------------------------ | ------------- | ------------- | ------------- | ------ |
| Oro     | Andrea Mead Lawrence     | Stati Uniti   | 1'07"2        | 1'03"4        | 2'10"6 |
| Argento | Ossi Reichert            | Germania      | 1'06"0        | 1'05"4        | 2'11"4 |
| Bronzo  | Annemarie Buchner        | Germania      | 1'07"6        | 1'05"7        | 2'13"3 |
| 4       | Celina Seghi             | Italia        | 1'06"5        | 1'07"3        | 2'13"8 |
| 5       | Imogene Opton            | Stati Uniti   | 1'07"4        | 1'06"7        | 2'14"1 |
| 6       | Madeleine Chamot-Berthod | Svizzera      | 1'06"7        | 1'08"2        | 2'14"9 |
| 7       | Marysette Agnel          | Francia       | 1'07"5        | 1'08"1        | 2'15"6 |
| 8       | Giuliana Minuzzo         | Italia        | 1'08"0        | 1'07"9        | 2'15"9 |
| 8       | Trude Beiser             | Austria       | 1'08"7        | 1'07"2        | 2'15"9 |
| 10      | Olivia Ausoni            | Svizzera      | 1'07"4        | 1'09"6        | 2'17"0 |
| 11      | Borghild Niskin          | Norvegia      | 1'08"7        | 1'09"0        | 2'17"7 |
| 12      | Sarah Thomasson          | Svezia        | 1'09"9        | 1'08"4        | 2'18"3 |
| 13      | Joanne Hewson            | Canada        | 1'09"2        | 1'10"7        | 2'19"9 |
| 14      | Barbara Grocholska       | Polonia       | 1'10"2        | 1'10"1        | 2'20"3 |
| 15      | Jannette Burr            | Stati Uniti   | 1'11"2        | 1'09"3        | 2'20"5 |
| 16      | Margareta Jacobsson      | Svezia        | 1'10"4        | 1'10"2        | 2'20"6 |
| 17      | Rosi Sailer              | Austria       | 1'09"3        | 1'11"6        | 2'20"9 |
| 18      | Margit Hvammen           | Norvegia      | 1'09"8        | 1'11"4        | 2'21"2 |
| 19      | Rhoda Wurtele-Eaves      | Canada        | 1'12"0        | 1'09"9        | 2'21"9 |
| 20      | Kerstin Ahlqvist         | Svezia        | 1'10"8        | 1'12"5        | 2'23"3 |
| 21      | Catherine Louise Rodolph | Stati Uniti   | 1'17"6        | 1'06"4        | 2'24"0 |
| 22      | Erika Mahringer          | Austria       | 1'18"6        | 1'08"0        | 2'26"6 |
| 23      | Karen-Sofie Styrmoe      | Norvegia      | 1'15"0        | 1'12"6        | 2'27"6 |
| 24      | Hilary Laing             | Gran Bretagna | 1'13"7        | 1'14"2        | 2'27"9 |
| 25      | Edmée Abetel             | Svizzera      | 1'13"9        | 1'14"4        | 2'28"3 |
| 26      | Lucile Wheeler           | Canada        | 1'12"2        | 1'16"2        | 2'28"4 |
| 27      | Ingrid Englund           | Svezia        | 1'14"8        | 1'13"9        | 2'28"7 |
| 28      | Sheena Mackintosh        | Gran Bretagna | 1'16"2        | 1'13"2        | 2'29"4 |
| 29      | Ana María Dellai         | Argentina     | 1'14"4        | 1'15"3        | 2'29"7 |
| 30      | Ildikó Szendrődi-Kővári  | Ungheria      | 1'14"7        | 1'15"6        | 2'30"3 |
| 31      | Hannelore Glaser-Franke  | Germania      | 1'20"7        | 1'10"1        | 2'30"8 |
| 32      | Teresa Kodelska          | Polonia       | 1'14"7        | 1'19"0        | 2'33"7 |
| 33      | Tull Gasmann             | Norvegia      | 1'29"4        | 1'07"5        | 2'36"9 |
| 34      | Maria Kowalska           | Polonia       | 1'30"1        | 1'25"5        | 2'55"6 |
| 35      | Marianne Seltsam         | Germania      | 1'15"5        | 1'50"3        | 3'05"8 |
| 36      | Dagmar Rom               | Austria       | 1'57"7        | 1'10"2        | 3'07"9 |
| 37      | Rosemarie Schutz         | Canada        | 1'56"7        | 1'12"2        | 3'08"9 |
| -       | Ida Schöpfer             | Svizzera      | 1'24"3        | 1'09"3 Squal" | -      |
| -       | Andrée Bermond           | Francia       | 1'29"3 Squal" | -             | -      |
| -       | Annette Johnson          | Nuova Zelanda | 2'02"5 Squal" | -             | -      |